# Karel Stanislav
Karel Stanislav (16. listopadu 1907 Motyčín, dnes Kladno-Švermov – 5. prosince 1963, Praha), vlastním jménem Otmar Gatschä, byl český prozaik a dramatik. Podepisoval se též Otmar Gatschä-Čestínsky. Pseudonym Karel Stanislav, který používal od roku 1949, přijal později za své občanské jméno.

## Život
Pocházel z rodiny pomocného úředníka. Vystudoval obchodní školu se zaměřením na družstevnictví a národní hospodářství. Praxi a teorii družstevnictví se pak dlouhodobě věnoval. Od roku 1924 pracoval ve Stavebním družstvu státních a jiných veřejných zaměstnanců v Praze-Bubenči a poté od roku 1926 až do roku 1946 v Obecně prospěšném stavebním a bytovém družstvu pro Vyšehrad. V letech 1926–1928 působil také jako redaktor finančně-hospodářského týdeníku Burzovní kurýr (od roku 1927 Hospodářský zpravodaj).
Publikovat začal velmi časné (zřejmě z existenčních důvodů). Šlo o nenáročné romány, povídky a novely se společenskou a milostnou tematikou a s napínavým, často až nepravděpodobným dějem, přičemž k této části svého díla se později nehlásil. Těsně před německou okupací se začal věnovat také práci pro rozhlas a v jeho tvorbě začaly sílit sociální a společensko-kritické motivy, které po únoru 1948 vedly až k psaní děl na tzv. společenskou objednávku zobrazujících ideologicky schematizované konflikty.
Aktivně se zúčastnil květnového povstání v roce 1945. Na revoluční schůzi Syndikátu českých spisovatelů a hudebnich skladatelů 15. května 1945 byl pro údajnou spolupráci s Němci ze Syndikátu vyloučen. (Od roku 1948 však svá díla pravidelně vydával a prorežimní tisk jeho dílo oceňoval.) Odjel na dlouhodobou brigádu do pohraničí. Od roku 1946 se pak věnoval pouze literatuře, neboť jeho těžká plicní choroba jej dovedla k trvalé invaliditě. Zaměřil se hlavně na psaní divadelních her řešících dobově aktuální problémy a napsal také několik pohádkových jednoaktových loutkových her pro děti s tradičními (a často aktualizovanými) pohádkovými motivy.

## Dílo

### Próza
- Trojí vítězství (1924), román, jako Otmar Gatschä-Čestínsky,
- V čem je štěstí (1927), povídka, jako Otmar Gatschä-Čestínsky,
- Smíření (1927), román, jako Otmar Gatschä-Čestínsky,
- Román Edvarda Běla (1928), obraz poválečného života pražského, jako Otmar Gatschä-Čestínsky,
- Budhova soška (1929), povídky, titulní s fantastickým námětem, jako Otmar Gatschä-Čestínsky,
- Poslední oběť (1930), povídky, jako Otmar Gatschä-Čestínsky,
- Kletba zlata (1930), román, jako Otmar Gatschä-Čestínsky,
- Město na pochodu (1943), sociální román z prostředí stavebnictví, jako Otmar Gatschä,
- Jak píšeme rozhlasovou hru? (1944), příručka, jako Otmar Gatschä,
- Svatohorské povídky (1948), jako Otmar Gatschä,
- Cesta do života (1954), povídky o mladých lidech,
- Spartakovci, aneb, 40 HP proti všem (1958), humoristická povídka, jakýsi "živočichopis" majitelů automobilů značky Spartak.

### Rozhlasové hry
- Světová cena (1940),
- Srdce na zámek (1942),
- Poutník po hvězdách (1942),
- Štěstí naruby (1943),
- Bludný peníz (1943),
- Zulaja (1944),
- Sen o pravdě (1944),
- Akord svědomí (1948),
- Myší díra (1948),
- Doubravové (1948),
- Dvojí žár (1949),
- Nejkrásnější domeček (1949),
- Zvuk X (1957),
- Příběh deseti hodin (1960),
- Človíček (1963),
- Bez pozlátka (1964).

### Divadelní hry
- Žlutá věž (1949),
- Stavěli zedníci (1950), původně jako rozhlasová hra Doubravové, komedie se satirickou kritikou nešvarů, roku 1951 přepracovaná verze s názvem Štika v rybníce,
- Kdo s koho? (1953), divadelní hra pro mládež,
- Cesta lososů (1954),
- Pohádka o zlém hajném (1955), pohádková jednoaktová loutková hra pro děti,
- Pohádka o nemocné princezně (1955), pohádková jednoaktová loutková hra pro děti,
- O třech sestrách (1956), pohádková jednoaktová loutková hra pro děti,
- Dům na rozcestí (1957), divadelní hra zobrazující postoje tzv. "včerejších lidí", tj. těch, kteří nepřijali socialismus,
- Omyl profesora Somola (1957),
- Janek hastrmánek (1957), pohádková jednoaktová loutková hra pro děti,
- Trojlístek z pohádek (1957), sborník, obsahuje loutkové hry O chytrém Honzovi, O třech sestrách a Jak švec chytal smrt.
- Návštěva nepřichází (1958), komedie se satirickou kritikou nešvarů,
- Honza a loupežnice 1958, pohádková hra,
- Čtyřlístek z pohádek (1960), sborník, obsahuje loutkové hry Pohádka o nemocné princezně, Janek hastrmánek, Tři přání a Pohádka o zlém hajném.
- Samota Nadějov (1962), drama zachycující proměny v pohraničí po osvobození
- Nebe za pár tisíc (1962)
- Dvě pohádky (1962), sborník, obsahuje loutkové hry Pohádka o nemocné princezně a Pohádka o zlém hajném.

## Filmografie
Karel Stanislav byl autorem námětů filmů:
- Dom na rázcestí (1959, podle divadelní hry Dům na rozcestí, režie Vladimír Bahna, hlavní role Elo Romančík a Vlasta Fialová)
- Štika v rybníce (1951, podle divadelní hry Stavěli zedníci, režie Vladimír Čech, hlavní role Jaroslav Vojta a Lída Vendlová)